# 市内循環バスヨッピィ
- 市内循環バス ヨッピィ
- 市内循環バスヨッピィ

市内循環バス ヨッピィ（しないじゅんかんバス ヨッピィ）は、千葉県四街道市が運行するコミュニティバス。2001年（平成13年）運行開始。京成バス千葉イースト四街道営業所に運行を委託している。
四街道市が運行主体となり、公共交通空白地域の解消などを目的として運行している。市内循環バスの愛称「ヨッピィ」は公募により決定され、「四街道をハッピィにつなぐバス」となるようにとの願いを込めて命名された。

## 概要
四街道市は、成田街道と佐倉街道の交差点（現在の「四街道十字路」）に町の中心が形成され、そこが「四つ角」と呼ばれたことが「四街道」の地名の由来となった。この四街道十字路には江戸時代には一里塚が作られ、1881年（明治14年）2月には「四街道地名発祥の石塔」が建立されて現存する。戦後の高度経済成長期に首都圏中心部のベッドタウンとして人口が急増し、1955年（昭和30年）に町制施行して四街道町が成立、1981年（昭和56年）には市制施行した。
四街道市の鉄道路線は、市内中央部を斜めに横断するJR総武本線（旧総武鉄道）のみ、市内の鉄道駅は四街道駅と物井駅のみで、それ以外の公共交通機関は路線バスに頼る状況となっている。市内の一般路線バスは、京成グループ各社（京成バス、千葉内陸バス、ちばグリーンバス）および平和交通が路線網を形成しているが、そのうち一般路線の大半を、市内に本社を置く千葉内陸バスが占めている。
市内循環バス「ヨッピィ」は、それらの一般路線バスが運行しない市内北西部を運行する。その名のとおり市内を循環する路線の右回りと左回りが設定され、四街道市役所・四街道駅北口（4番乗り場）を起終点に、イトーヨーカドー四街道店などの商業施設や公共施設などを経由し、便により右回りと左回りで一部経路が異なる。

## 運行内容
- 運賃は均一制で、大人170円（IC運賃168円）、小人90円（IC運賃84円）、未就学児は無料（2019年10月1日改定）[1][3]。
- 運賃支払いには、PASMO・Suicaおよび交通系ICカード全国相互利用サービス対応の交通系ICカードが利用できる[1][3]。
- 障害者とその介助者1名は、各種障害者手帳（身体障害者手帳・療育手帳・精神障害者保健福祉手帳）の提示により運賃無料となる。障害者手帳アプリ「ミライロID」も利用できる[1][3]。
- 千葉内陸バスおよび京成グループのバスの割引サービスなどにも利用可能なものがある（詳細は四街道市公式サイトの案内を参照）[1][3]。
  - 70歳以上の高齢者に対する「ノーカーアシスト制度」（免許返納者割引）利用者は運賃半額。事前に運転経歴証明書を提示して優待乗車証の発行が必要。
  - 京成バスグループの路線バスの「高齢者割引パス」が利用可能。
  - 千葉内陸バスの路線バスの「学生専用年間通学定期券アスパ」が利用可能。
- 専用回数券は販売していない[1]。

## 路線

### 現行路線

#### 右回り
- Y20系統：四街道市役所 - 第二庁舎 - イトーヨーカ堂前[注釈 1] - 四街道駅 (北口) - 第二庁舎 - 消防署前 - 緑ヶ丘 - 大日緑ケ丘 - 桜ケ丘 - 幼稚園前 - 鹿放ケ丘 - 鹿放ケ丘遠近 - 鹿放ケ丘西 - 農協入口 - 鹿放橋南 - 鹿放橋北 - 大作岡公民館 - 鹿放橋北 - 鹿放橋南 - 農協入口 - ふれあいセンター[注釈 2] - 鹿放ケ丘中央 - いちご園[注釈 3] - 大日保育園 - 桜ケ丘北 - 桜ケ丘南 - 新生 - 西中入口[注釈 4] - 下志津新田入口 - 四街道公民館 - 学園前 - 第二庁舎 - 四街道駅 (北口) - 第二庁舎 - イトーヨーカ堂前 - 四街道市役所

#### 左回り
- Y21系統：四街道市役所 - イトーヨーカ堂前 - 第二庁舎 - 四街道駅 (北口) - 第二庁舎 - 学園前 - 四街道公民館 - 下志津新田入口 - 西中入口 - 新生 - 桜ケ丘南 - 桜ケ丘北 - 大日保育園 - 大日小学校 - 今宿南 - 今宿中央 - 今宿北 - 富士見ケ丘会館 - 四街道老人ホーム前 - 富士見ケ丘中央 - 富士見ケ丘南 - 大作岡 - 鹿放ケ丘北 - いちご園 - 鹿放ケ丘中央 - ふれあいセンター - 農協入口 - 鹿放ケ丘西 - 鹿放ケ丘遠近 - 鹿放ケ丘 - 幼稚園前 - 桜ケ丘 - 大日緑ケ丘 - 緑ヶ丘 - 消防署前 - 第二庁舎 - 四街道駅 (北口) - 第二庁舎 - イトーヨーカ堂前 - 四街道市役所

#### 右回り・左回り共通事項
- 年中無休で毎日運行する[1]。ただしお盆期間（8月13日 - 8月15日）および年末年始（12月30日 - 1月3日は土休日ダイヤで運行する[1]。
- 「四街道市役所」停留所は保健センター脇にある[9]。
- 「四街道駅」停留所は北口4番乗り場にあり、千葉内陸バスのつくし座循環線・みそら団地線と同じ乗り場である。
- 「桜ケ丘北」停留所は右回り・左回り兼用となっている。
- 千葉内陸バスにより、右回りに「Y20」、左回りに「Y21」という系統番号が付与されているが[3]、旅客案内には使用されず、単に「ヨッピィ右回り・左回り」として案内される。
- 以下の区間はフリー乗降制となっている。
  - 右回り：ふれあいセンター - いちご園
  - 左回り：大日小学校 - 今宿北、富士見ケ丘会館 - 鹿放ケ丘北、いちご園 - ふれあいセンター

### 過去の路線・運行内容

#### 2013年改定
2013年（平成25年）3月15日より運行内容が改定され、以下の点が変更された。
2013年改定での変更点
- 新たに四街道駅北口ロータリーへ乗り入れるようになった。
- 交通空白地域である「農協入口 - 大作岡公民館」の区間の延伸を行った[13]。
- 右回りは平日の第1、2便において遅延発生が多いことから、運行開始を以前のダイヤよりも10分早め、第2便の運行時間を5分延長することで遅延緩和を図り、左回りにおいては平日の第1、2、8、9便において遅延発生が多いことから、それぞの運行時間を2分延長することにより遅延緩和を図った。
- 運行便数は、以前は全日右回り・左回り共に1日10便であったが、改訂後は平日右回り12便・左回り11便、土日祝日は右回り9便・左回りが8便となった。
- 運賃は、2013年3月までは大人100円均一だったが、同年3月から大人160円均一となった[13]（平成26年3月まで）。

2013年改定前の路線
- 四街道市役所 - 第二庁舎 - 桜ケ丘 - ふれあいセンター - 富士見ケ丘中央 - 今宿中央 - 桜ケ丘南 - 四街道公民館 - 第二庁舎 - 四街道市役所

## 車両
専用車両として、千葉内陸バスが保有する小型ノンステップバスの日野・ポンチョ（2ドアロングボディ）を使用する。「四街道市循環バス ヨッピィ」の文字と、黄色と水色基調に子供や動物、花や人魚などのイラストが描かれた色鮮やかな専用ラッピングが施されている。
専用車両は2台あり、右回り・左回りを各1台で運行している。

### 過去の車両
運行開始当初の専用車両は、千葉内陸バスが保有するマイクロバスの日野・リエッセIIを使用していた。後部にリフトを取り付け、車椅子でも乗降可能としていた。車両のラッピングデザインは現行デザインとほぼ同じもので、2代目車両にも引き継がれている。
2015年に車両が代替され、現行車両の日野・ポンチョ（2ドアロングボディ）となったが、このポンチョは京成バスからの移籍車で、京成バス（金町営業所）が受託していた荒川区コミュニティバスで、2008年に「汐入さくら」を運行開始した際にに導入したポンチョを、2015年3月に中型車のいすゞ・エルガミオに置き換えたことから、余剰となった車両をグループ内の千葉内陸バスへ移籍させ「ヨッピィ」で使用することにしたものである。

### ギャラリー
専用車両は2台（1190号車・1191号車）あるが、ラッピングデザインは2台とも同一である。

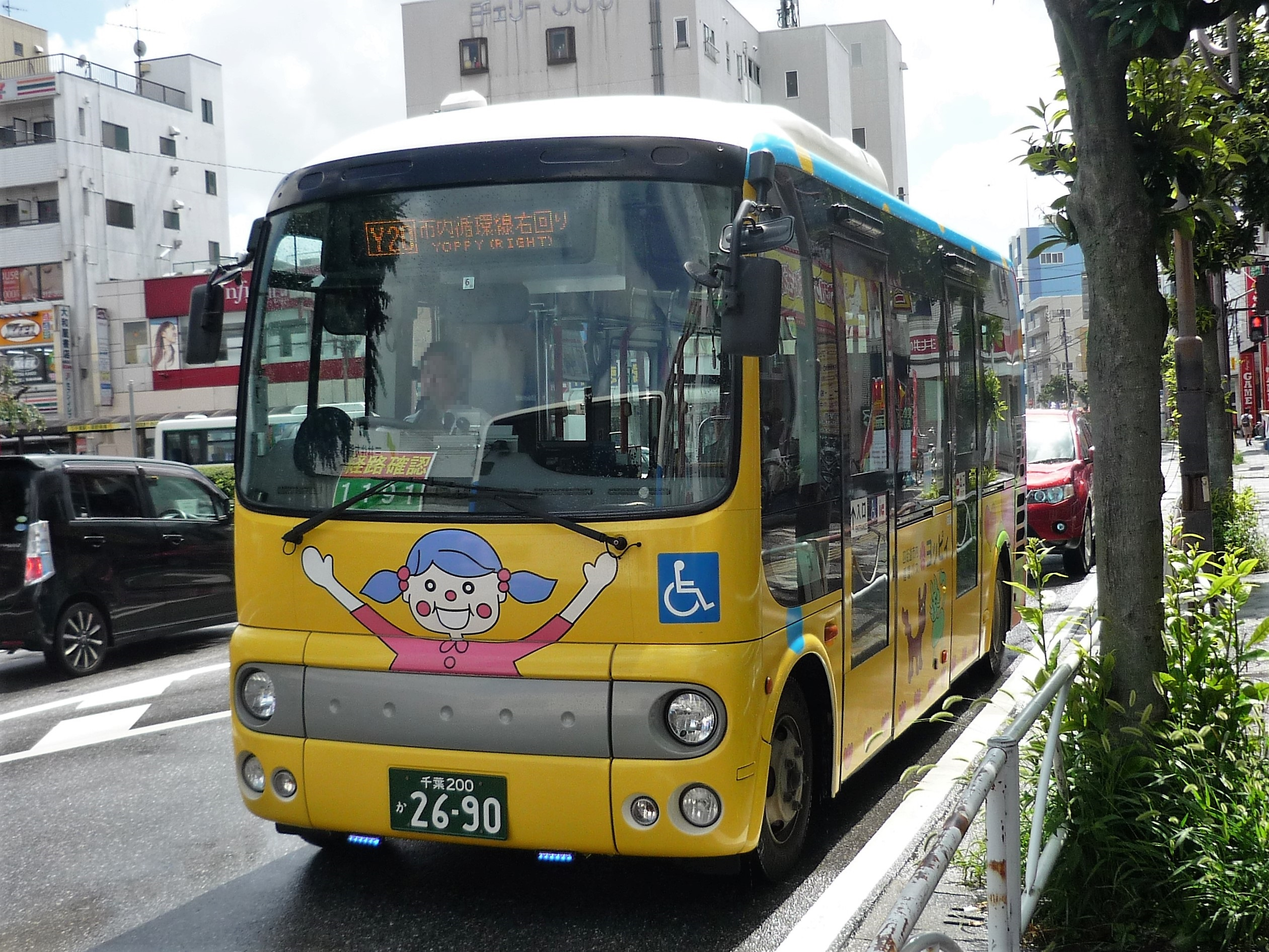
前面（1191号車）
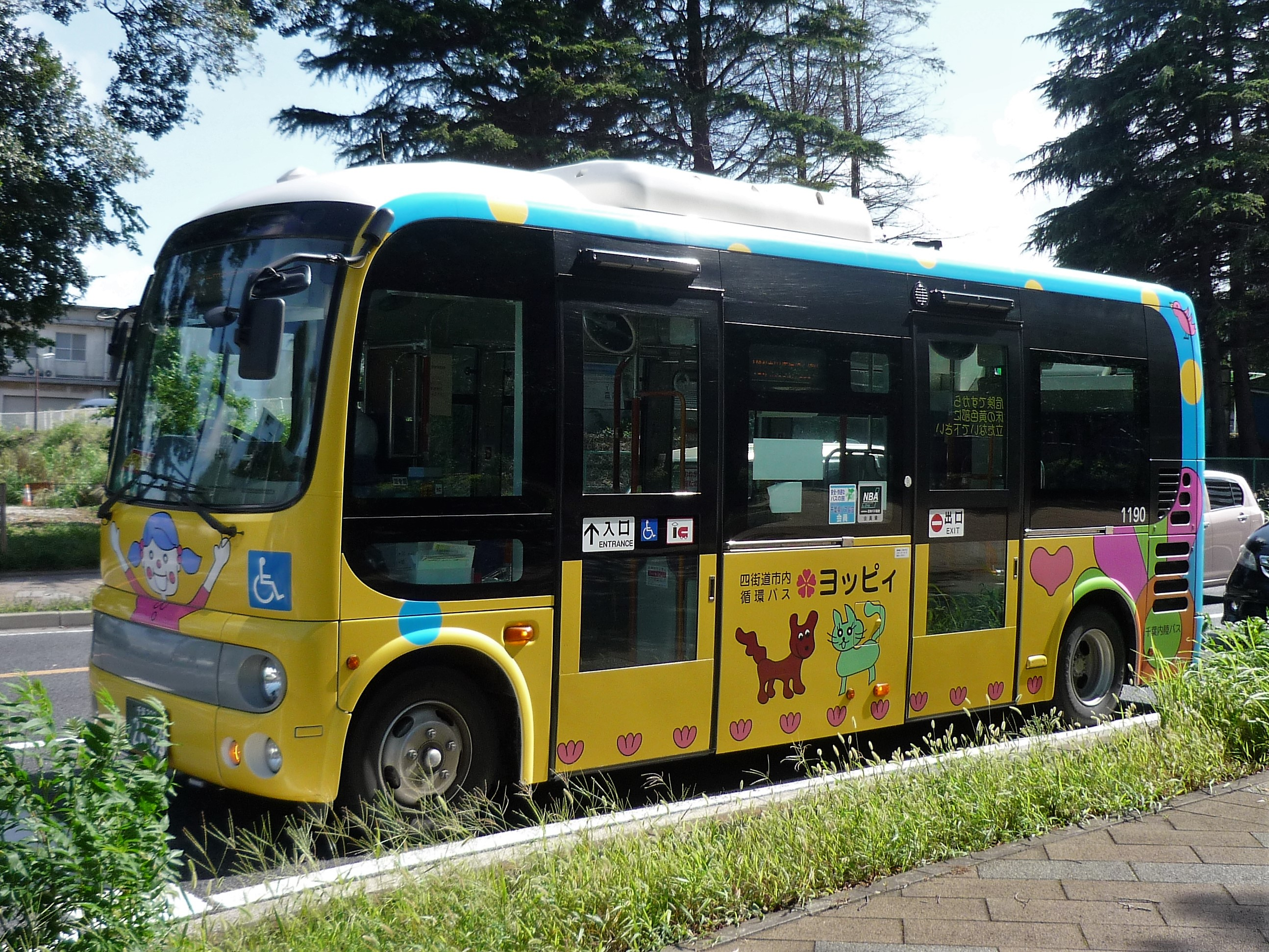
側面（1190号車）
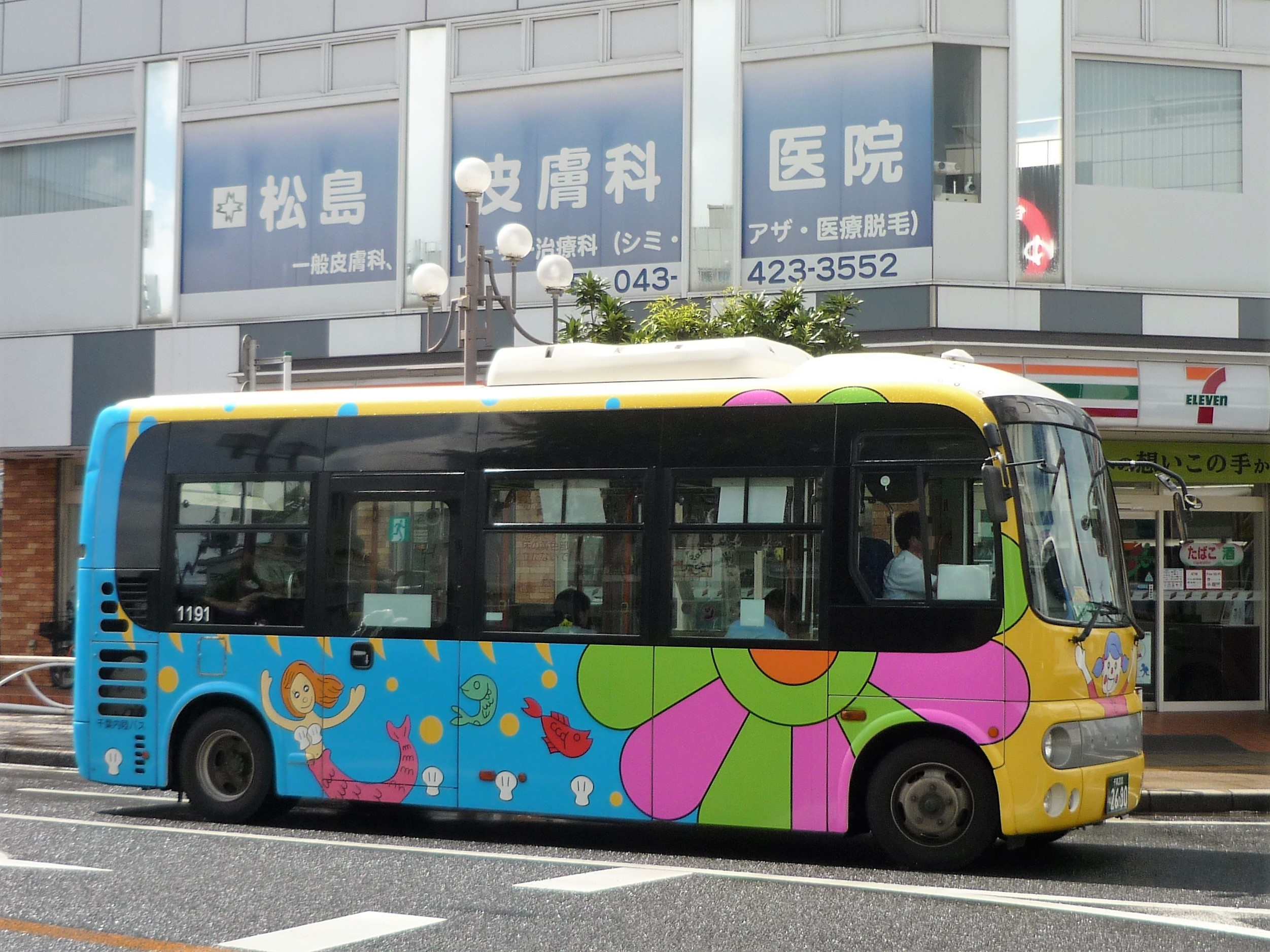
側面（1191号車）
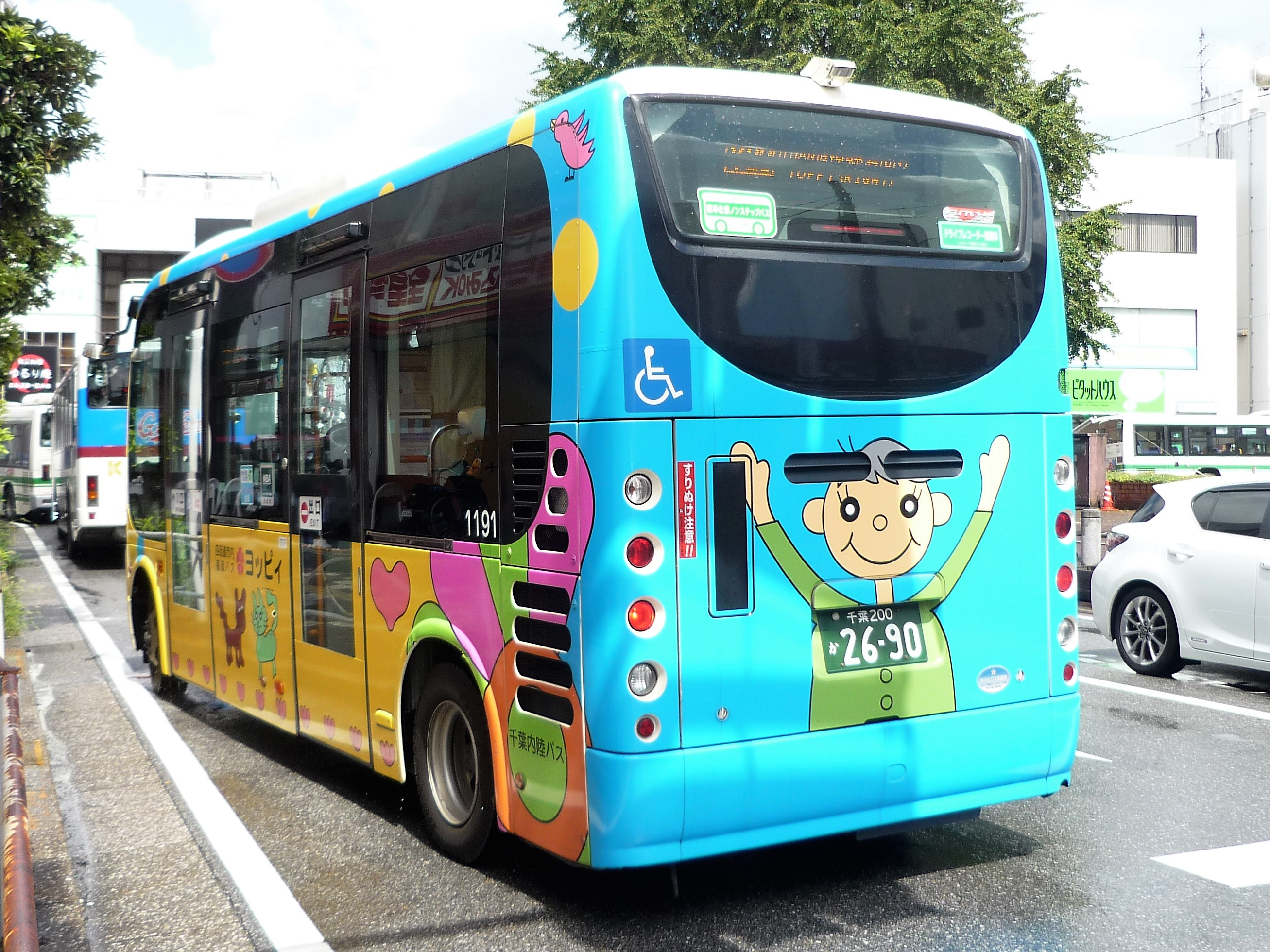
後面（1191号車）